# Quimperlé
Quimperlé (bret. Kemperle) ist eine Stadt mit 12.444 Einwohnern (Stand 1. Januar 2022) im Nordwesten Frankreichs. Quimperlé liegt in der Region Bretagne, Département Finistère in der Cornouaille. Der bretonische Name Kemperle leitet sich von Kemper Ele (dt. Zusammenfluss der Ele) ab, da hier die  Isole (bret. Izol) in die Ellé (bret. Ele) fließt, die ab hier den Ästuar namens Laïta bildet und schließlich in den Atlantik mündet.
Im Februar 2016 war Quimperlé eine von 13 Gemeinden, die der Stufe 3 der Charta Ya d’ar brezhoneg zur Förderung der bretonischen Sprache angehörten.

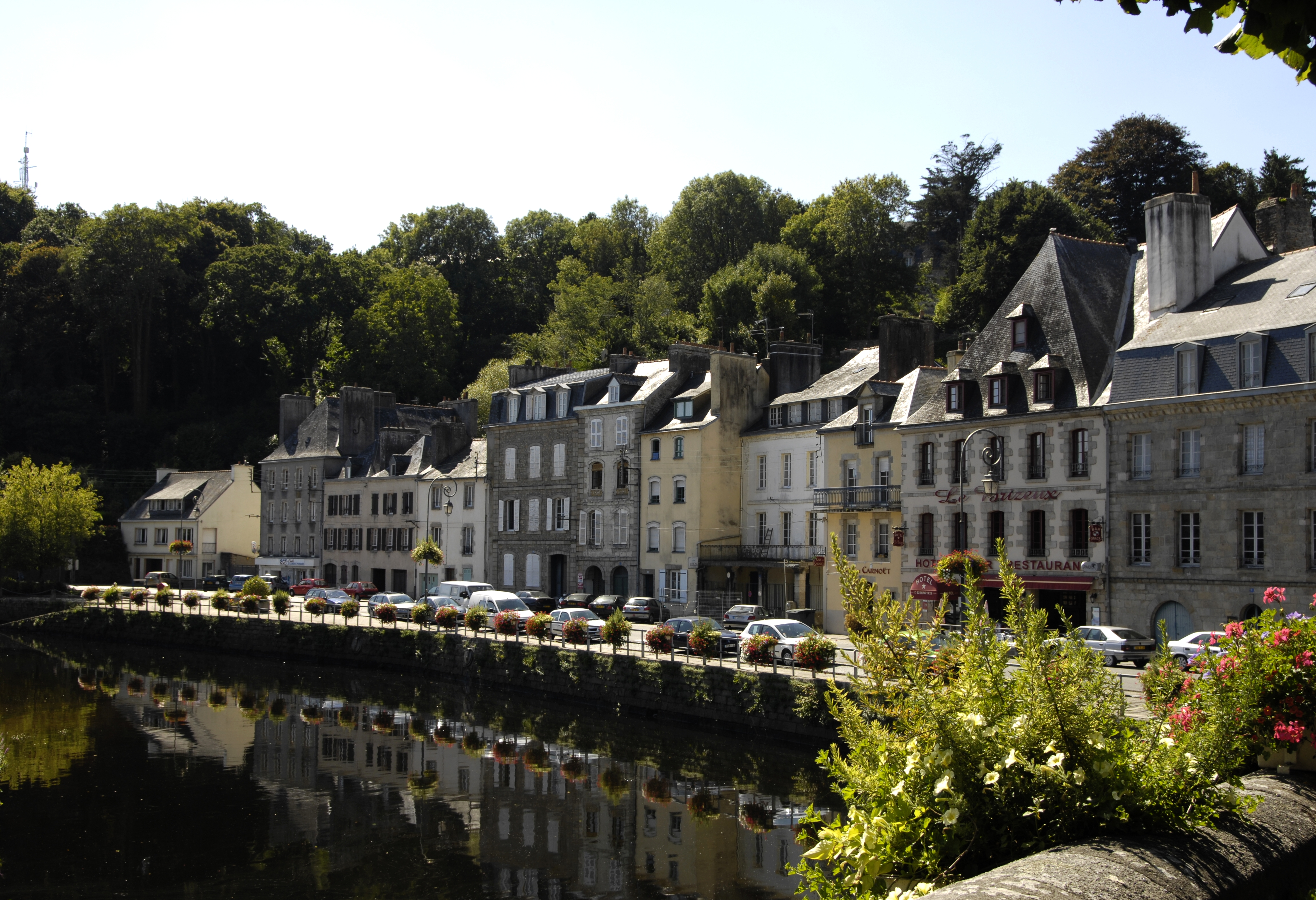
Häuserzeile am Fluss in Quimperlé

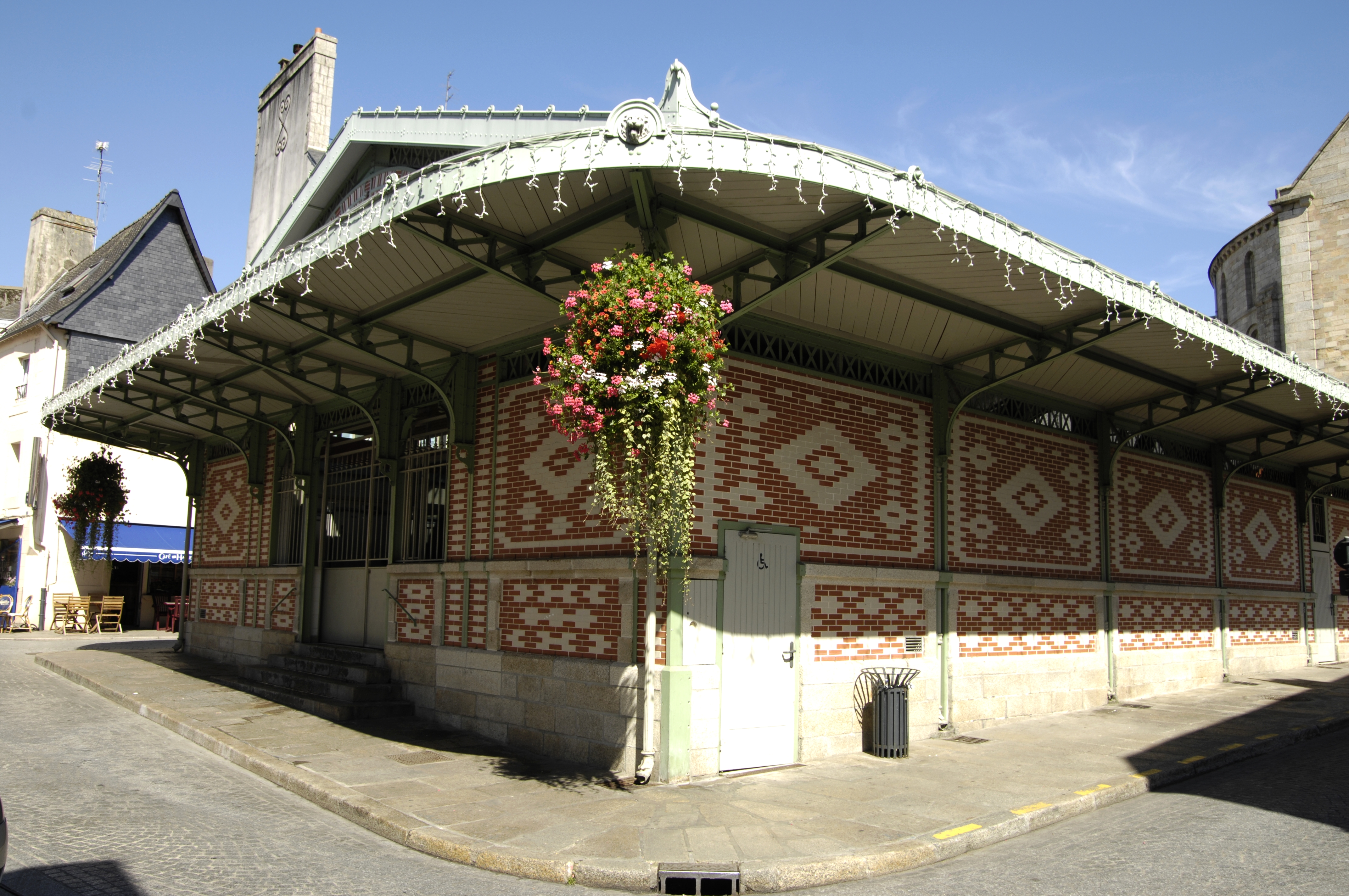
Markthalle in Quimperlé

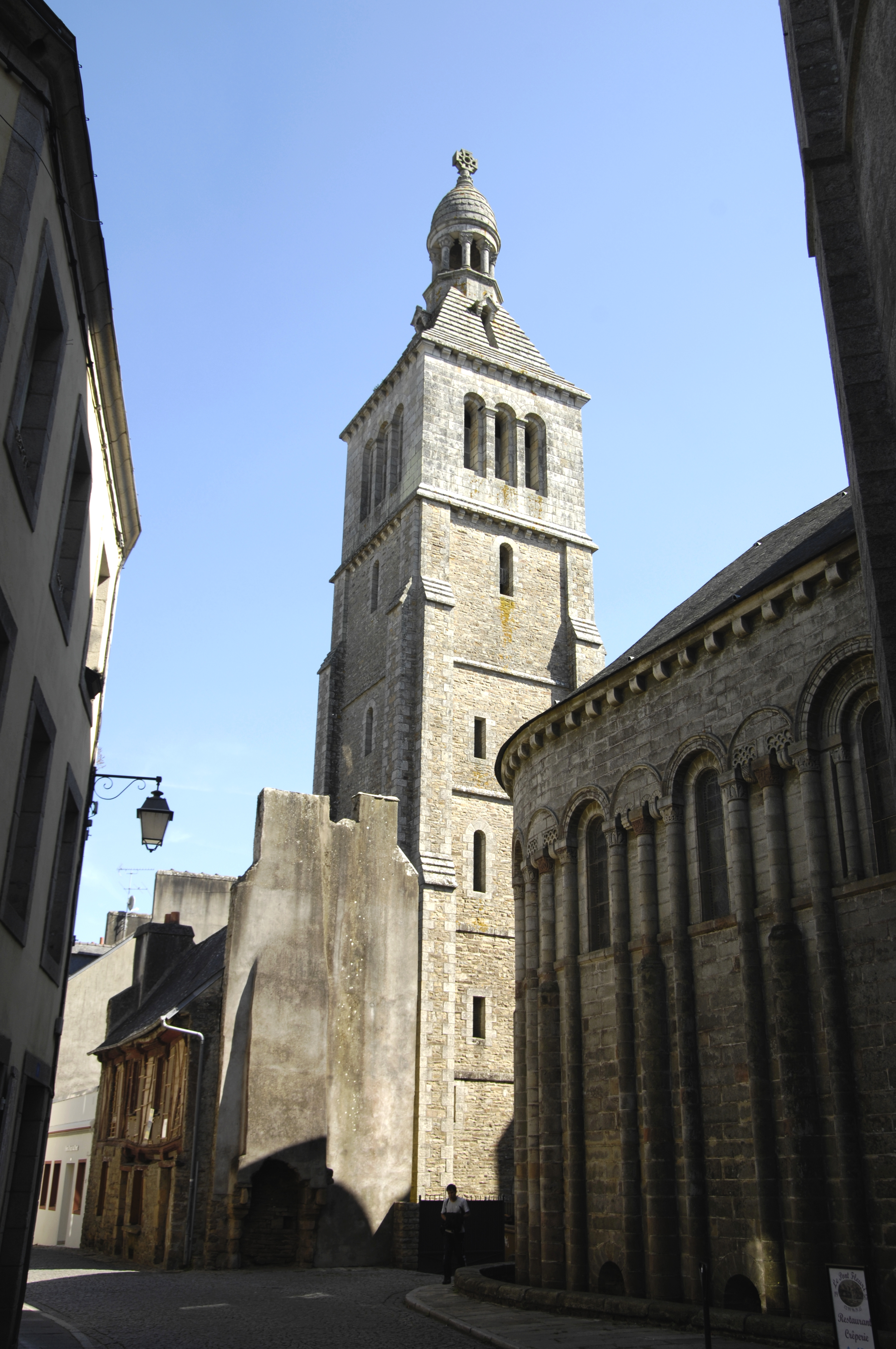
Kirchen in Quimperlé

## Geografie
- Höhenlage: zwischen 3 m und 83 m auf durchschnittlich 30 m
- weitere Gemeinden im Kanton von Quimperlé: Baye, Clohars-Carnoët, Mellac, Tréméven
- Städte in der Umgebung: Brest, Concarneau, Le Faou, Le Folgoët, Guimiliau, Landerneau, Morlaix, Penmarc’h, Pleyben, Pont-Aven, Quimper, Saint-Pol-de-Léon, Saint-Thégonnec

Der Ort liegt an der Route nationale 165 und hat einen Bahnhof an der Bahnstrecke Savenay–Landerneau.

## Bevölkerungsentwicklung
| Jahr                       | 1962   | 1968   | 1975   | 1982   | 1990   | 1999   | 2006   | 2017   |
| Einwohner                  | 10.272 | 10.698 | 10.907 | 11.067 | 10.748 | 10.850 | 10.725 | 12.057 |
| Quellen: Cassini und INSEE |        |        |        |        |        |        |        |        |

## Städtepartnerschaften
- Geilenkirchen, Deutschland
- Liskeard, England
- Athenry, Irland
- Nara, Mali

## Sehenswürdigkeiten und Museen
Siehe auch: Liste der Monuments historiques in Quimperlé
- Dolmen von Roscasquen
- Kirche Sainte-Croix, erbaut im 11. Jahrhundert
- Kirche Notre-Dame-de-l'Assomption (13. Jahrhundert)
- Altstadt
- Stadtmuseum

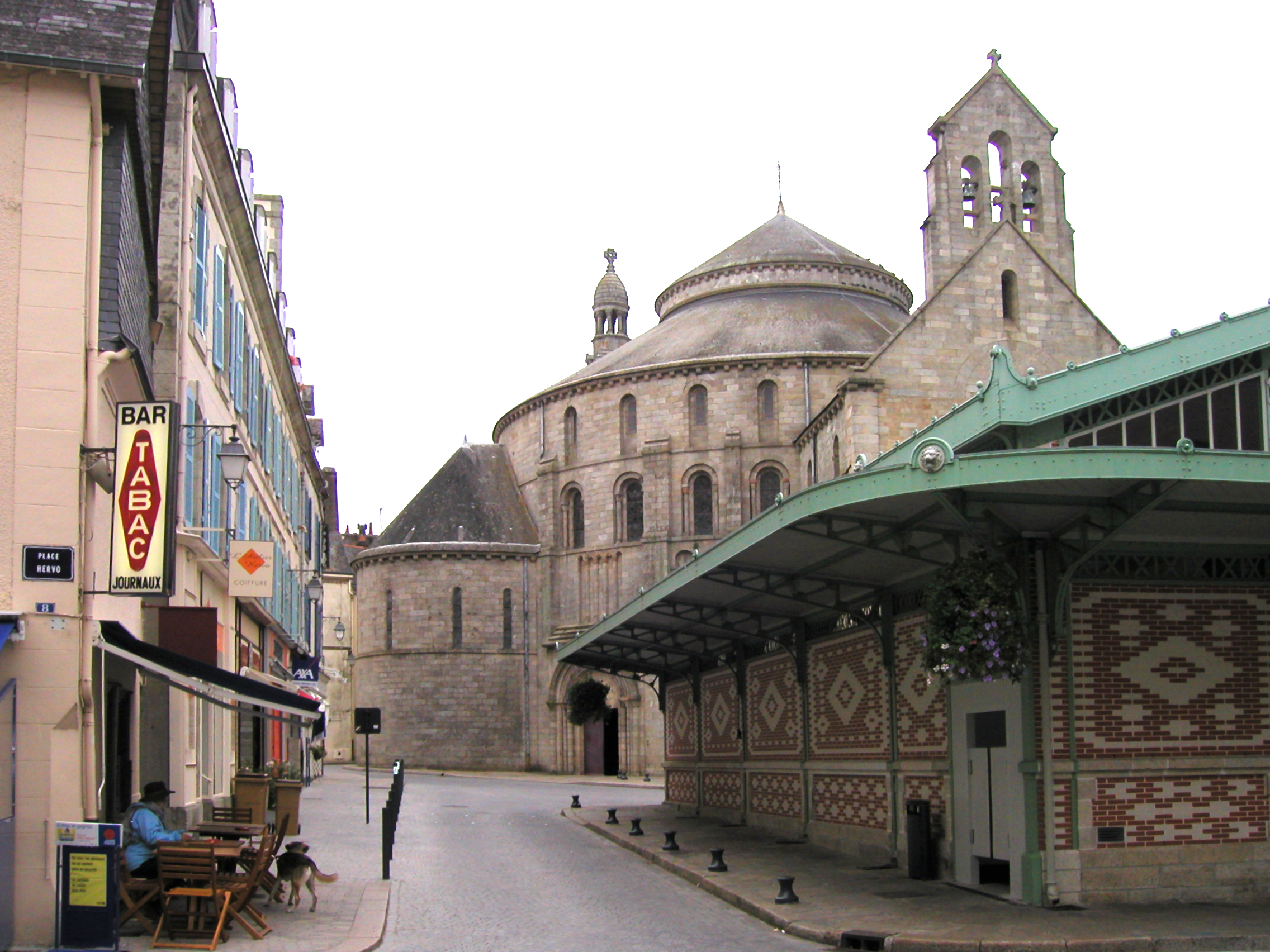
Kirche Sainte-Croix mit Markthalle
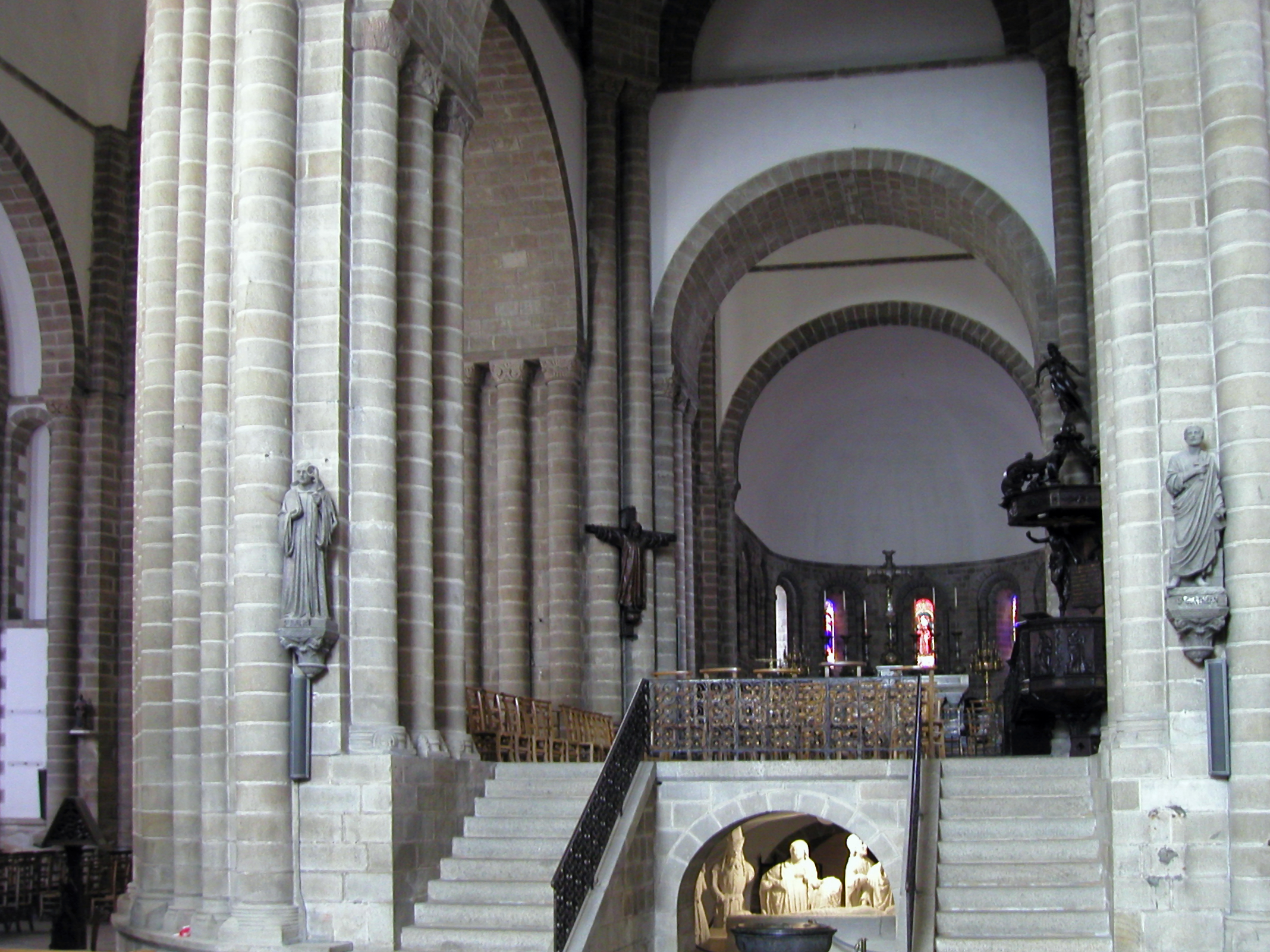
In der Kirche Sainte-Croix
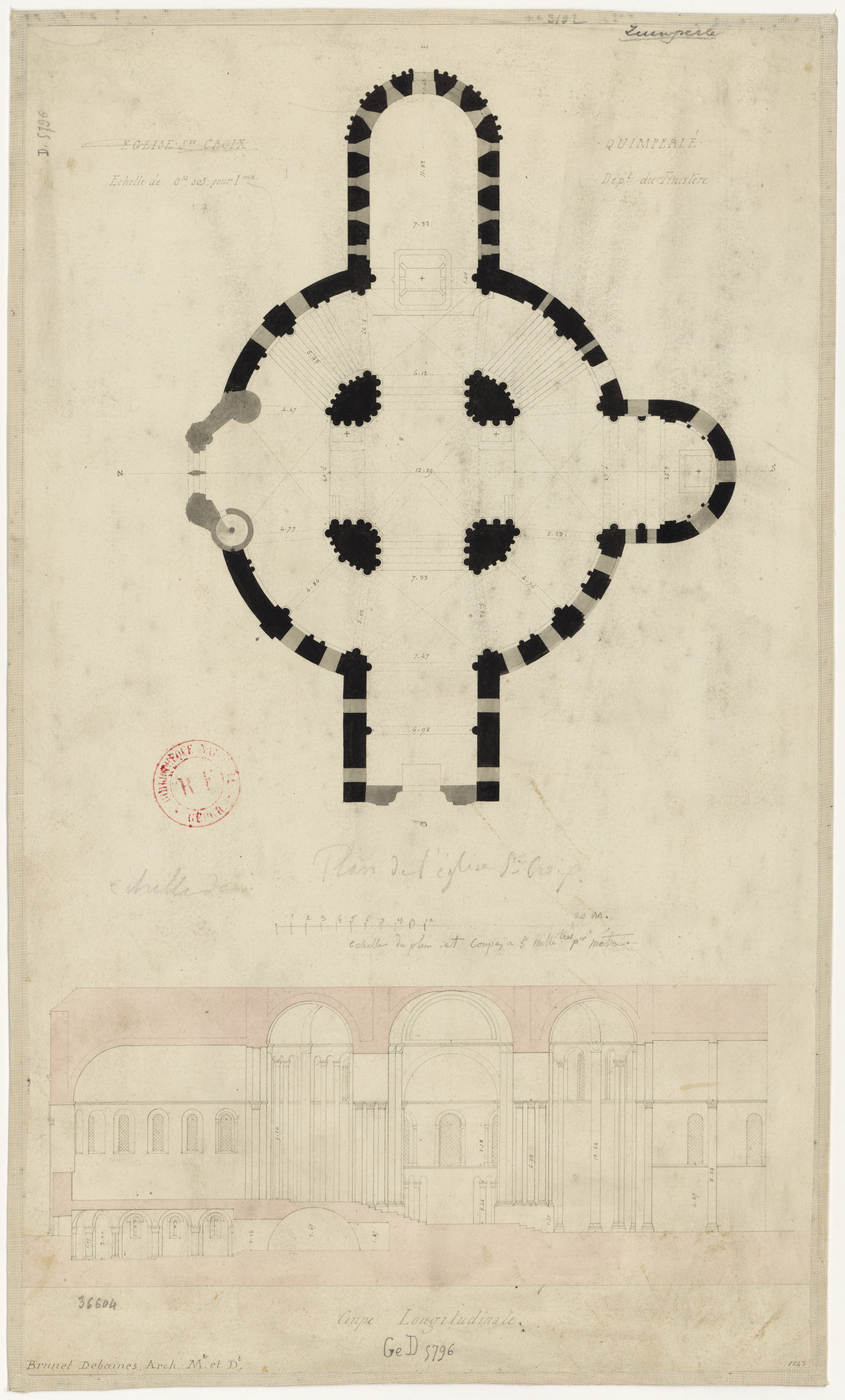
Grundriss Sainte-Croix

## Persönlichkeiten
- Claude-Marie Hervo (1766–1809), General
- François-Charles-Marie Gillard (1839–1880), Geistlicher und ernannter römisch-katholischer Bischof von Constantine-Hippone
- Robert-Daniel Etchécopar (1905–1990), Ornithologe, Oologe und Forschungsreisender
- Jean-Marc Bideau (* 1984), Radrennfahrer
- Clarisse Le Bihan (* 1994), Fußballspielerin
- Florian Dauphin (* 1999), Radrennfahrer